# Pogorzelec (Kalników)
Pogorzelec – część wsi Kalników w Polsce, położona w województwie podkarpackim, w powiecie przemyskim, w gminie Stubno.
W latach 1975–1998 Pogorzelec administracyjnie należała do województwa przemyskiego.